# رامتین کاکاوندی
رامتین کاکاوندی (زاده ۲۵ مرداد ۱۳۶۹) فارغ‌التحصیل رشتهٔ آهنگسازی، مقام دان، پژوهشگر موسیقی کردی، نوازندهٔ تنبور، دف، تار، سه‌تار و نویسنده اهل ایران است.
رامتین کاکاوندی نوازندهٔ تنبور، از نسل دوم مقام‌نوازان پس از آقا سید نصرالدین خاموشی جیحون‌آبادی است.
رامتین، اصول ابتدایی دف، تنبور، طاس و تعدادی از مقام‌های تنبور و دف را بین سال‌های ۱۳۷۵ تا ۱۳۷۹ خورشیدی از استاد سید خلیل عالی‌نژاد فراگرفت و مابقی مقام‌های تنبور را نزد استاد عبدالمحمد شربتی یکی از شاگردان آقا سید نصرالدین خاموشی جیحون آبادی تلمذ کرد.
جشنواره‌ها و کنسرت‌ها:
• سال ۱۳۸۱: اولین جشنواره (تنبورنوازان ایران)، در بخش گروه نوازی (مقام ویژه).
• سال ۱۳۸۲: جشنواره (آواها و نغمه‌های محلی ایران)، در بخش گروه نوازی (مقام ویژه).
• سال ۱۳۸۳: جشنواره (موسیقی جوان غرب ایران)، در بخش گروه نوازی (مقام نخست).
• سال ۱۳۸۵: کنسرت موسیقی مقامی (بیستون تا طاق بستان)، بوشهر، نوازنده دف.
• سال ۱۳۸۶: اولین جشنواره (موسیقی مقامی غرب ایران)، در بخش گروه نوازی، (مقام نخست)
• سال ۱۳۸۶: جشنواره (آواهای باستانی)، در بخش گروه نوازی، (مقام نخست).
• سال ۱۳۸۷: دومین جشنواره (موسیقی محلی کشور)، در بخش گروه نوازی، (مقام نخست).
• سال ۱۳۸۷: سومین جشنواره موسیقی (زاگرس نشینان ایران)، در بخش گروه نوازی، (مقام ویژه).
• سال ۱۳۸۷: نخستین (جشن فرهنگ و هنر)، در بخش رشته موسیقی، (نفر برتر).
• سال ۱۳۸۷: کنسرت (به یاد خزان)، گرامیداشت استاد پرویز مشکاتیان، نوازنده تار و دف، سرپرست و آهنگساز.
• سال ۱۳۸۸: سومین جشنواره (موسیقی محلی ایران)، در بخش دف نوازی، (مقام دوم).
• سال ۱۳۸۸: نخستین آزمون (موسیقی باربد)، در بخش تارنوازی، (مقام نخست).
• سال ۱۳۸۸: نخستین آزمون (موسیقی باربد)، در بخش دف نوازی، (مقام نخست).
• سال ۱۳۸۹: چهارمین جشنواره (موسیقی زاگرس نشینان ایران)، در بخش دف نوازی، (مقام نخست).
• سال ۱۳۸۹: دومین جشنواره موسیقی (غرب ایران)، در بخش گروه نوازی، (مقام نخست).
• سال ۱۳۸۹: جشنواره (ملی جوان ایرانی)، در بخش تنبورنوازی، (مقام نخست).
• سال ۱۳۹۲: جشنواره موسیقی (آبشار)، در بخش گروه نوازی، (مقام دوم).
• سال ۱۳۹۳: کنسرت موسیقی فولکلور کُردی (دَروَه‌ن)، سرپرست گروه و تنظیم کننده.
• سال ۱۳۹۴: جشنواره (ملی موسیقی جوان)، در بخش دف نوازی، (مقام دوم).
• سال ۱۳۹۴: جشنواره (ملی موسیقی جوان)، در بخش تنبور نوازی، (مقام نخست).
• سال ۱۳۹۶: کنسرت تکنوازی تنبور (پس لرزه‌های دل)، تهران، (عواید حاصل از این کنسرت به هموطنان مصیبت دیده از زلزله کرمانشاه تعلق گرفت).
• سال ۱۴۰۳: کنسرت نمایش (موسم شیدایی)، تهران، (در سمت نویسنده).

## آلبوم‌ها و تک آهنگ‌ها
| نام آلبوم و تک آهنگ       | سال انتشار | توضیحات                                                      |
| آلبوم (پلی بسوی خورشید)   | ۱۳۹۳       | موسیقی مقامی تنبور (دونوازی تنبور، دف و سازهای کوبه ای)      |
| مکتب موسیقی تنبور صحنه    | ۱۳۹۴       | آلبوم تصویری، اجرای مقام‌های تنبور (به روایت رامتین کاکاوندی) |
| آلبوم (آمد ندید برفت)     | ۱۳۹۵       | در چارچوب موسیقی ردیف ایران (دونوازی سه تار و تمبک)          |
| آلبوم (یادگار روزگار تار) | ۱۳۹۶       | در چارچوب موسیقی ردیف ایران(دونوازی تار و تمبک)              |
| آلبوم (مرنو)              | ۱۳۹۷       | تنظیم برای ارکستر سمفونیک                                    |
| آلبوم (ضرب آهنگ)          | ۱۳۹۸       | در چارچوب موسیقی مقامی دف (دو نوازی دف)                      |
| تک آهنگ (یادگارِ باغِ انار) | ۱۴۰۰       | تنظیم برای کوارتت زهی                                        |

## کتاب‌ها
| کتابها     | کتابها                                         | کتابها          | کتابها                                                       |
| ---------- | ---------------------------------------------- | --------------- | ------------------------------------------------------------ |
| سال انتشار | نام کتاب                                       | ناشر            | توضیحات                                                      |
| ۱۳۸۷       | دیوان کلام آقا سید نصرالدین خاموشی جیحون آبادی | ناشر ـ مؤلف     | نویسنده، گردآورنده و مترجم اشعار                             |
| ۱۳۹۰       | عالی قلندر                                     | ناشر ـ مؤلف     | نویسنده و گردآورنده                                          |
| ۱۳۹۳       | شیوه نوین آموختن دف                            | نشر داستان      | آموزش دف برای دوره مقدماتی                                   |
| ۱۳۹۳       | مروارید مست بیداری                             | نشر داستان      | ۱۰ قطعه آهنگسازی برای سه تار و تار                           |
| ۱۳۹۴       | همزاد همرنگ هراس                               | ماه و آفتاب     | قطعاتی برای دونوازی دف در ( ژانر وحشت) دوره متوسطه و عالی دف |
| ۱۳۹۴       | دیوان شاهرخ کاکاوند                            | ناشر ـ مؤلف     | گردآوری                                                      |
| ۱۳۹۵       | خوف دره خاموش                                  | ماه و آفتاب     | ۷ قطعه آهنگسازی برای سه تار                                  |
| ۱۳۹۶       | هفتاد و دو مقام تنبور                          | نشر موسیقی عارف | آوانگاری مکتب تنبور صحنه                                     |
| ۱۳۹۸       | هفتاد و دو مشق تنبور                           | نشر سرود        | آموزش مقدماتی تنبور                                          |
| ۱۳۹۹       | هفتاد و دو مبنای تنبور                         | نشر موسیقی عارف | مبانی نظری موسیقی مقامی تنبور                                |
| ۱۴۰۰       | تنبور لَکِستان                                   | نشر موسیقی عارف | آوانویسی و بررسی تحلیلی موسیقی مقامی تنبور لَک                |